# Instituto Nacional de Reforma Agraria
Das Instituto Nacional de Reforma Agraria, kurz INRA, (deutsch Nationalinstitut zur Landwirtschaftsreform) wurde bereits kurz nach der Kubanischen Revolution (26. Juli 1953 bis 1. Januar 1959) am 17. Mai 1959 auf Grundlage des Kapitel VI des am selben Tage erlassenen (Ersten) Gesetzes zur Landwirtschaftsreform (spanisch (Primera) Ley de Reforma Agraria) geschaffen. Am selben Tag unterzeichnete Manuel Urrutia Lleó, der erste Präsident der Republik Kuba, zwei Dekrete, mit denen Fidel Castro zum Präsidenten und Antonio Núñez Jiménez zum Geschäftsführer des INRA ernannt wurden. INRA übernahm die Funktion des Landwirtschaftsministeriums, das durch das Gesetz Nr. 905 abgeschafft wurde.
Ziel des INRA war es, die Wirtschafts- und Sozialpolitik mit der geplanten Landwirtschaftsreform in Einklang zu bringen, was eines der Hauptversprechen der Revolutionäre um Fidel Castro gegenüber den Bauern war, deren Zustimmung sie sich für eine erfolgreiche Revolution versichern mussten. Die Mehrheit der Kubaner lebte zu dieser Zeit von Landwirtschaft. Zur Umsetzung bekam das INRA weitreichende Befugnisse.
Das Industrie-Referat im INRA, das von Che Guevara geleitet wurde, wurde im Februar 1961 durch das Gesetz Nr. 932 zum eigenständigen Ministerio de Industrias (deutsch Industrieministerium) unter der Leitung Guevaras ausgelagert. Im Jahre 1976 wurden im Zuge der Institutionalisierung des Landes mehrere Ministerien geschaffen, darunter das Ministerio de Agricultura (deutsch Landwirtschaftsministerium), die die institutionelle Fortsetzung des INRA darstellt.

## Geschichte

### Vorgeschichte
In den 1930er und 1940er Jahren wurden in Kuba einige Landwirtschaftsreformen umgesetzt, deren Auswirkungen jedoch marginal waren und nicht dazu führten, um die beschriebene Landkonzentration aufzulösen und die Situation der Ungleichheit grundlegend zu verbessern. 85 % der meist kleinen Bauernhöfe zahlten Pacht und standen ständig vor der Gefahr, geräumt zu werden. Ein Großteil der besten landwirtschaftlichen Flächen befand sich in den Händen ausländischer Besitzer. 200.000 bäuerliche Familien besaßen kein Ackerland, während 300.000 Caballerías [Flächenmaß: 1 Caballería = 13,01189 Hektar > 3.903.567 ha], die in den Händen großer Großgrundbesitzer lagen, brach lagen. Viele Bauern lebten demnach in Armut und hatten nur begrenzten Zugang zu Bildung, Gesundheitsversorgung und anderen grundlegenden Dienstleistungen. Die Landarbeiterbewegung, die für bessere Arbeitsbedingungen und soziale Gerechtigkeit kämpften, gewannen in Folge an Einfluss und wurde von den Revolutionären rund um Fidel Castro unterstützt. Die Revolutionäre versprachen, die Landkonzentration aufzulösen und den Landarbeitern mehr Chancen und Rechte zu geben.

### Umsetzung
Die INRA war für die Festlegung der Zuckerpolitik, der Verkaufspreise, der Enteignung großer Ländereien im Zuge der Landwirtschaftsreformen und der Zahlung von Entschädigungen, der Verstaatlichung privater Unternehmen usw. zuständig. Es wurde die mächtigste Körperschaft Kubas. Innerhalb seiner Struktur wurde 1959 die Abteilung für Industrialisierung gegründet, deren Leitung Ernesto Guevara übertragen wurde. 1960 wurde diese Abteilung zum Ministerio de Industria (Industrieministerium).
INRA setzte zwei Landwirtschaftsreformen um:
- (Primera) Ley de Reforma Agraria vom 17. Mai 1959
- Segunda Ley de Reforma Agraria vom 3. Oktober 1963

Zur Umsetzung der Landwirtschaftsreformen gründete die INRA eine Reihe lokaler Organisationen namens Zonas de Desarrollo Agrario (deutsch landwirtschaftliche Entwicklungszonen), die nicht nur an jedem Ort kontrollierten, dass die Agrarreform durchgeführt wurde, sondern auch die Bildung von Genossenschaften unter Bauern förderten und die Entwicklung der Landwirtschaft organisierten Produktion. 1962 Von 1962 bis 1965 war Carlos Rafael Rodríguez Präsident der INRA.
Das INRA führte zur Enteignung großer Plantagen und zur Umsetzung umfassender Agrarreformen: Die Landkonzentration wurde aufgelöst und das Land wurde an die kleinen Landwirte verteilt.
Das INRA spielte eine Schlüsselrolle bei der Formation der landwirtschaftlichen Struktur Kubas. Die Enteignung der Großgrundbesitzer und die Verteilung des Landes an die Bauern trug dazu bei, die Lebensbedingungen der ländlichen Bevölkerung zu verbessern und die landwirtschaftliche Entwicklung des Landes zu fördern, waren die Ziele. Es war eine der wichtigsten Institutionen der kubanischen Revolution und sein Erbe ist heute noch sichtbar.

## Mangelwirtschaft
Die kubanische Landwirtschaft, die sich seit dem Zusammenbruch des großen Wirtschaftspartners Sowjetunion im Jahre 1991 in einer sehr herausfordernden Konsolidierungsphase befindet (siehe: Sonderperiode in Kuba), ist mit einer Reihe von Problemen konfrontiert, darunter:
- Mangel an moderner Infrastruktur und Gerätschaften
- Mangel an qualifizierten Arbeitskräften
- hohe Produktionskosten und dadurch mangelnde internationale Wettbewerbsfähigkeit
- niedrige Erlöse für landwirtschaftliche Produkte, bedingt durch die Planwirtschaft Kubas

Diese Probleme haben dazu geführt, dass die kubanischen Landwirtschaft nicht in der Lage ist, die wachsende Nachfrage der Bevölkerung nach Lebensmitteln zu decken. Kuba muss Importe von Lebensmitteln aus anderen Ländern bezahlen, was zu einer Belastung der Staatsfinanzen führt. Die kubanischen Regierungen müssen die Probleme der Landwirtschaft angehen, wenn sie die Ernährungssicherheit des Landes gewährleisten wollen. Dazu sind Investitionen in landwirtschaftliche Infrastruktur, Ausbildung von landwirtschaftlichen Fachkräften und Preisanpassungen für landwirtschaftliche Produkte erforderlich, so ein Bericht der Ernährungs- und Landwirtschaftsorganisation der Vereinten Nationen.